# Statens ansvarsnämnd
Statens ansvarsnämnd är en svensk statlig förvaltningsmyndighet, som sorterar under Finansdepartementet och har till uppgift att besluta i disciplinfrågor som rör statligt anställda i vissa högre befattningar, bland annat professorer, åklagare, domare och verkschefer. Nämnden kan besluta om anmälan till åtal, disciplinansvar (varning eller löneavdrag) och avskedande.
Nämndens ordförande är hovrättspresidenten Anders Perklev (oktober 2018). Nämnden har sitt kansli i Svea hovrätts lokaler i Stockholm.